# اچ‌ام‌سی‌اس لشوت (کی۴۴۰)
اچ‌ام‌سی‌اس لشوت (کی۴۴۰) (به انگلیسی: HMCS Lachute (K440)) یک کشتی بود که طول آن ۲۰۸ فوت (۶۳٫۴ متر) بود. این کشتی در سال ۱۹۴۴ ساخته شد.